# Trofeo de l´Estany
El Torneo del Lago o Trofeo de L'Estany (en catalán Torneig de L'Estany) es un torneo de verano amistoso de fútbol disputado en Bañolas, (en catalán, Banyoles) de la comarca del Pla de l'Estany, provincia de Gerona, en Cataluña (España), y que organiza el CE Banyoles desde 1969. 
En 2019 se celebró la 50.ª edición del torneo, en formato cuadrangular. La única edición no celebrada en toda su historia, fue la de 2005.
El nombre del Torneo, hace referencia al Lago de Bañolas, (en catalán, l'Estany de Banyoles), que es el lago más grande de toda la comunidad autónoma de Cataluña y es el símbolo de la ciudad.
Se disputa en el Nou Municipal de Bañolas, estadio del organizador, durante la segunda quincena de agosto.

## Palmarés
| Año  | Edición      | Campeón               | Resultado  | Subcampeón               |
| ---- | ------------ | --------------------- | ---------- | ------------------------ |
| 1969 | I            | Girona FC             | 3-2        | CE Banyoles              |
| 1970 | II           | Girona FC             | 1-0        | CE Banyoles              |
| 1971 | III          | CE Sabadell           | 1-0        | UE Calella               |
| 1972 | IV           | Girona FC             | 2-1        | UE Calella               |
| 1973 | V            | Girona FC             | 2-1        | UE Calella               |
| 1974 | VI           | UE Olot               | 3-1        | UE Figueres              |
| 1975 | VII          | Girona FC             | 5-0        | UD Cassá                 |
| 1976 | VIII         | Girona FC             | 3-2        | UE Olot                  |
| 1977 | IX           | UE Figueres           | 2-1        | Girona FC                |
| 1978 | X            | UE Olot               | 2-1        | UE Figueres              |
| 1979 | XI           | UE Figueres           | 4-2        | Girona FC                |
| 1980 | XII          | UE Figueres           | 3-1        | UE Olot                  |
| 1981 | XIII         | UE Figueres           | 1-1 (pen)  | FC Barcelona Athletic    |
| 1982 | XIV          | FC Barcelona Athletic | 2-1        | CE Banyoles              |
| 1983 | XV           | CD Badajoz            | 3-1        | UE Olot                  |
| 1984 | XVI          | CE Banyoles           | 4-0        | Girona FC                |
| 1985 | XVII         | UE Figueres           | triangular | Girona FC CE Banyoles    |
| 1986 | XVIII        | UE Figueres           | 6-1        | FC Barcelona Athletic    |
| 1987 | XIX          | UE Figueres           | 1-0        | CE Banyoles              |
| 1988 | XX           | CE L´Hospitalet       | 3-2        | UE Olot                  |
| 1989 | XXI          | Palamós CF            | 1-1 (pen)  | Girona FC                |
| 1990 | XXII         | Girona FC             | 0-0 (pen)  | UD Ibiza                 |
| 1991 | XXIII        | Girona FC             | 4-3        | UE Figueres              |
| 1992 | XXIV         | UE Figueres           | 3-1        | Girona FC                |
| 1993 | XXV          | Palamós CF            | 4-1        | UE Figueres              |
| 1994 | XXVI         | UE Figueres           | 1-0        | UDA Gramenet             |
| 1995 | XXVII        | UE Figueres           | 4-0        | CE Banyoles              |
| 1996 | XXVIII       | UE Figueres           | 4-0        | CE Banyoles              |
| 1997 | XXIX         | CE Banyoles           | 4-3        | UE Figueres              |
| 1998 | XXXX         | UE Figueres           | 3-1        | CE Banyoles              |
| 1999 | XXXI         | RCD Espanyol B        | 1-0        | UE Figueres              |
| 2000 | XXXII        | RCD Espanyol B        | 2-0        | Girona FC                |
| 2001 | XXXIII       | RCD Espanyol B        | 2-0        | UE Figueres              |
| 2002 | XXXIV        | UE Figueres           | 0-0 (pen)  | Girona FC                |
| 2003 | XXXV         | UE Figueres           | 4-2        | RCD Espanyol B           |
| 2004 | XXXVI        | CE Banyoles           | 2-0        | UE Figueres              |
| 2005 | No disputado | -                     | -          | -                        |
| 2006 | XXXVII       | CE Banyoles           | 0-0 (pen)  | Girona FC                |
| 2007 | XXXVIII      | RCD Espanyol B        | 2-1        | CE Banyoles              |
| 2008 | XXXIX        | UE Olot               | triangular | UE Figueres' CE Banyoles |
| 2009 | XL           | Girona FC             | 2-0        | CE Banyoles              |
| 2010 | XLI          | UE Olot               | 2-0        | CE Banyoles              |
| 2011 | XLII         | UE Olot               | 1-1 (pen)  | Palamós CF               |
| 2012 | XLIII        | UE Figueres           | 4-2        | CE Banyoles              |
| 2013 | XLIV         | UE Olot               | 2-0        | UE Figueres              |
| 2014 | XLV          | Girona FC B           | 0-0        | UE Figueres              |
| 2015 | XLVI         | UE Olot               | triangular | UE Figueres CE Banyoles  |
| 2016 | XLVII        | UE Olot               | triangular | UE Figueres CE Banyoles  |
| 2017 | XLVIII       | UE Olot               | triangular | UE Figueres CE Banyoles  |
| 2018 | XLIX         | UE Olot               | triangular | UE Figueres CE Banyoles  |
| 2019 | L            | FC Barcelona B        | 4-0        | CE Banyoles              |
| 2020 | LI           | UE Figueres           | 1-0        | UE Olot                  |
| 2021 | LII          | UE Olot               | triangular | UE Figueres CE Banyoles  |
| 2022 | LIII         | UE Olot               | 1-0        | Girona FC B              |

## Campeones
| Equipo          | Títulos | Ediciones                                                                                      |
| --------------- | ------- | ---------------------------------------------------------------------------------------------- |
| UE Figueres     | 16      | 1977, 1979, 1980, 1981, 1985, 1986, 1987, 1992, 1994, 1995, 1996, 1998, 2002, 2003, 2012, 2020 |
| UE Olot         | 12      | 1974, 1978, 2008, 2010, 2011, 2013, 2015, 2016, 2017, 2018, 2021, 2022                         |
| Girona FC       | 9       | 1969, 1970, 1972, 1973, 1975, 1976, 1990, 1991, 2009                                           |
| RCD Espanyol B  | 4       | 1999, 2000, 2001, 2007                                                                         |
| CE Banyoles     | 4       | 1984, 1997, 2004, 2006                                                                         |
| Palamós CF      | 2       | 1989, 1993                                                                                     |
| FC Barcelona B  | 2       | 1982, 2019                                                                                     |
| CE Sabadell     | 1       | 1971                                                                                           |
| CD Badajoz      | 1       | 1983                                                                                           |
| CE L´Hospitalet | 1       | 1988                                                                                           |
| Girona FC B     | 1       | 2014                                                                                           |